# Sambuca di Sicilia Syrah
Il Sambuca di Sicilia Syrah è un vino a DOC che può essere prodotto nel comune di Sambuca di Sicilia in provincia di Agrigento.

## Vitigni con cui è consentito produrlo
- Syrah minimo 85%,
- altri vitigni a bacca nera, non aromatici, idonei alla coltivazione per la provincia di Agrigento, fino ad un massimo del 15%.

## Caratteristiche organolettiche
- colore: rosso rubino carico;
- profumo: caratteristico, fruttato;
- sapore: asciutto, ricco, corposo;

## Produzione
Provincia, stagione, volume in ettolitri

## Sambuca di Sicilia Syrah riserva
Il Sambuca di Sicilia Syrah riserva deve esser invecchiato per almeno due anni (a partire dal 1º novembre dell'anno della vendemmia) di cui almeno sei mesi in recipienti di legno